# Bendicera
La bendicera es el nombre que se le daba a una mujer que pretendía curar enfermos de males y dolores con bendiciones y oraciones superticiosas. En ese sentido realizaba procedimientos y sanaciones que mezclan elementos mágicos, religiosos y que podían incluir la ingesta de bebrajes. 
Muchas de las bendiciones eran adaptaciones de oraciones católicas, a veces intercaladas con expresiones desconocidas. A veces también ayudaban en los partos como comadres.